# Paralititan
Paralititan war eine Gattung sauropoder Dinosaurier aus der Gruppe der Titanosauria, die während der frühen Oberkreide (Cenomanium) im Gebiet des heutigen Ägypten lebte.
Sie ist lediglich durch ein Teilskelett bekannt, das im Jahr 2000 in der Bahariyya-Oase entdeckt und im Jahr 2001 von Smith et al. beschrieben wurde. Die einzige bekannte Art (Typusart) dieser Gattung ist P. stromeri. Paralititan lebte möglicherweise in einem mangrovenwaldartigen Ökosystem und ist der erste Dinosaurier, der aus diesem Ökosystem nachgewiesen wurde.

## Namensgebung
Der Gattungsname Paralititan setzt sich zusammen aus den griechischen Wörtern paralos = „nahe am Meer“ (aus παρα, para = „bei“, „neben“ und ἅλς, háls = „Salz“, „Meer“) und titan. Das Artepitheth stromeri ehrt den deutschen Paläontologen Ernst Stromer von Reichenbach, der in den frühen 1900er Jahren in der Bahariyya-Oase forschte und dort unter anderem Überreste von vier bislang unbekannten Dinosaurier-Gattungen fand.

## Fund und Habitat
Das Teilskelett (Holotyp CGM 81119) besteht aus einigen Wirbeln, Elementen des Schultergürtels sowie der Vorderbeine: aus zwei verschmolzenen Beckenwirbeln, dem ersten sowie einem weiteren vorderen Schwanzwirbel, Rippen, einem unvollständigen Schulterblatt (Scapula), dem linken und rechten Oberarmknochen (Humerus), einem Mittelhandknochen und einigen weiteren Elementen. Ein von Stromer beschriebener Rückenwirbel (1912VIII64) könnte ebenfalls zu Paralititan gehört haben, ist aber verlorengegangen.
Der Fund stammt geologisch gesehen aus der Bahariya-Formation und wird damit der frühen Oberkreide (Cenomanium) zugerechnet. Die energiearmen Sedimente am Fundort lassen auf ein Watt schließen, da die Knochen sich einst in der Gezeitenzone befanden.
Gefundenes Pflanzenmaterial gehörte zum Teil zu Weichselia reticulata, einem fossilen Baumfarn, der zu den Mangrovenbäumen gezählt wird. Des Weiteren wurden Pflanzenwurzeln in situ gefunden, die durch die knochentragende Schicht verlaufen und eine begrenzte Wassertiefe anzeigen. Die Forscher nehmen an, dass das Tier vor seinem Tod die Mangrove aufsuchte – es ist unwahrscheinlich, dass die Knochen an diesen Ort geschwemmt wurden, da sie sehr nah beieinander lagen und das flache, bewachsene Watt einen Transport verhindert hätte.
Bei den Knochen wurde ein Zahn des Theropoden cf. Carcharodontosaurus gefunden, der vermuten lässt, dass Aasfresser am Kadaver gefressen haben. Die Möglichkeit, dass der Zahn an die Lokalität geschwemmt wurde, gilt auch hier aufgrund der Größe des Zahns von 65 mm als unwahrscheinlich.

## Beschreibung und Systematik
Paralititan gehört zu den massigsten Sauropoden, die je gefunden wurden. Der an beiden Enden deutlich verlängerte Humerus misst 1,69 Meter Länge und ist damit der längste, der von einem Sauropoden der Kreidezeit bekannt ist.
Genauere Größenangaben bleiben aufgrund des spärlichen Knochenmaterials zwar spekulativ. Die Vergleiche mit anderen Titanosauriern zeigen jedoch, dass Paralititan vielleicht kleiner war als der riesige Argentinosaurus, dessen Humerus zwar nicht gefunden wurde, aber auf eine Länge von 1,81 Meter geschätzt wird. Carpenter (2006) gibt die Länge von Paralititan mit 26 Meter an, zur Berechnung wurde vom Körperbau des besser bekannten Saltasaurus ausgegangen. Das Gewicht von Paralititan wird von Burness und Kollegen (2001) auf 69 Tonnen geschätzt.
Die Erstbeschreiber ordneten Paralititan innerhalb der Familie Titanosauridae ein, da einige Gemeinsamkeiten mit anderen Titanosauriden bestehen. So weisen die hinteren Beckenwirbel keine Aushöhlungen auf, der gefundene Schwanzwirbel ist jedoch stark procoel (auf der Vorderseite konkav) und weist einen gut entwickelten distalen Kondylus (hinteren Gelenkknorren) auf. Außerdem war der Mittelhandknochen am distalen (unteren) Ende abgeflacht – was darauf schließen lässt, dass die Fingerknochen entweder deutlich reduziert waren oder fehlten. Jedoch ist die innere Systematik der Titanosauria stark umstritten. Viele neuere Autoren betrachten die Titanosauridae als ungültig, weshalb sie in neueren kladistischen Analysen oft nicht mehr auftaucht. Stattdessen wird Paralititan innerhalb der Gruppe der Lithostrotia eingeordnet.
Weitere Merkmale wurden als Autapomorphien (einzigartige Merkmale) beschrieben und grenzen Paralititan von anderen Gattungen ab. Diese Merkmale schließen Fortsätze am Schulterblatt und dem Humerus, die Form des Schwanzwirbels (breiter als hoch), sowie die rechteckige Form des radialen Kondylus mit ein (der Gelenkknorren, der im Ellbogengelenk den Humerus mit dem Radius, der Speiche, verbindet). Diese Merkmale erlauben auch eine klare Abgrenzung zu Aegyptosaurus, einem weiteren Sauropoden aus der Bahariyya-Oase, der von Stromer beschrieben wurde, dessen Überreste jedoch verloren gegangen sind. Aegyptosaurus, dessen Humerus 59 % kleiner war als der von Paralititan, kann derzeit nicht genauer eingeordnet werden und gilt innerhalb der Titanosauria als incertae sedis.

## Paläofauna und Bedeutung
Ernst Stromer hatte im frühen 20. Jahrhundert in der Bahariyya-Oase geforscht und eine mannigfaltige Fauna beschrieben: Unter den beschriebenen Wirbeltieren sind Fische, Schildkröten, Schuppenkriechtiere, Krokodile, Plesiosaurier und Dinosaurier. Sehr große Wirbeltiere schließen den 3,5 Meter langen Quastenflosser Mawsonia und das 10 Meter lange Krokodil Stomatosuchus mit ein; aber auch die großen Theropoden Spinosaurus, Carcharodontosaurus und Bahariasaurus. Ein Großteil von Stromers Sammlung wurde jedoch 1944 bei einem Bombenangriff der Alliierten auf München zerstört. Weitere Funde blieben aus – Paralititan ist das erste aus der Bahariyya-Oase beschriebene Landwirbeltier seit 1935.
Der Fund ist bedeutend, da Dinosaurierfunde aus der späten Kreide Afrikas selten sind. Eine bessere Kenntnis dieser Wirbeltierfauna hilft auch, das Auseinanderbrechen des Südkontinents Gondwana besser zu verstehen.